# Palos Blancos (Tarija)
Palos Blancos (spanisch für "Weiße Pfosten") ist eine Ortschaft im Departamento Tarija im südamerikanischen Anden-Staat Bolivien.

## Lage im Nahraum
Palos Blancos ist die bevölkerungsreichste Ortschaft im Vicecantón Chimeo im Municipio Entre Ríos in der Provinz Burnet O’Connor. Sie liegt auf einer Höhe von 721 m am linken westlichen Ufer des Río Palos Blancos, der in nördlicher Richtung in den Río Pilcomayo fließt. Die Ortschaft wird durch nord-südlich verlaufende Höhenrücken begrenzt, die westlich des Ortes auf fast 1000 Meter und östlich von Palos Blancos auf mehr als 1200 m ansteigen.

## Geographie
Palos Blancos liegt in der bolivianischen Cordillera Oriental im Übergangsgebiet zwischen dem bolivianischen Altiplano und dem dünn besiedelten Gran Chaco im Tiefland. Das Klima ist subtropisch und durch einen deutlichen Gegensatz zwischen Trockenzeit und Regenzeit gekennzeichnet.
Die jährliche Niederschlagssumme beträgt etwa 900 mm (siehe Klimadiagramm Puerto Margarita), die Monate Mai bis September sind arid mit Monatsniederschlägen von weniger als 25 mm, die Sommermonate von Dezember bis März weisen Monatswerte zwischen 150 und 180 mm auf. Die durchschnittliche Jahrestemperatur für die Region beträgt 23 °C die Monatstemperaturen schwanken zwischen 17 °C im Juni und 27 °C im Dezember.

## Bevölkerung
Die Einwohnerzahl des Ortes ist im vergangenen Jahrzehnt um etwa ein Drittel angestiegen:
| Jahr | Einwohner         | Quelle       |
| ---- | ----------------- | ------------ |
| 1992 | keine Detaildaten | Volkszählung |
| 2001 | 685               | Volkszählung |
| 2012 | 916               | Volkszählung |
| 2024 |                   | Volkszählung |

Die Region um das Municipio Entre Ríos ist heute noch eines der Kerngebiete des Guaraní-Volkes, das seit Jahrtausenden das Paraná-Becken besiedelt.

## Verkehrsnetz
Palos Blancos liegt in einer Entfernung von 181 Straßenkilometern und fünf Stunden Fahrt östlich von Tarija, der Hauptstadt des Departamentos.
Tarija liegt an der Nationalstraße Ruta 1, die das bolivianische Hochland von Norden nach Süden durchquert und von Desaguadero an der peruanischen Grenze über die Metropolen El Alto, Oruro und Potosí bis nach Bermejo an der argentinischen Grenze führt. Acht Kilometer südöstlich von Tarija zweigt die Ruta 11 nach Osten ab, die über Junacas Sur und Entre Ríos nach Palos Blancos und weiter über Villamontes und Ibibobo nach Cañada Oruro an der Grenze zu Paraguay führt. In Villamontes kreuzt die Ruta 11 die Nationalstraße Ruta 9, welche das bolivianische Tiefland von Guayaramerín im äußersten Norden über Santa Cruz mit der Grenzstadt Yacuiba im Süden verbindet.
Die Ruta 11 bei Palos Blancos ist auch Endpunkt der Nationalstraße Ruta 29, die von hier aus in südlicher Richtung den Río Palos Blancos aufwärts führt und vorbei an der Ortschaft Caraparí nach Campo Pajoso an der Ruta 9 führt, das nur wenige Kilometer von der Stadt Yacuiba entfernt liegt. Caraparí wiederum ist Endpunkt der Ruta 33, die weiter nach Süden bis Bermejo an der Grenze zu Argentinien führt.